# Route 2 (Uruguay)
Pour les articles homonymes, voir Route 2.
La route 2 (espagnol : ruta 2) est l'une des routes nationales de l'Uruguay. Avec une extension de 180 km, il traverse les départements de Soriano, Clonia et Río Negro.

## Histoire
La route a été ouverte à la circulation en 1930, et est bitumée depuis 1963.
En 1983, par le décret-loi 15497, la route a été désignée sous le nom de « Grito de Asencio »

## Villes traversées
- Rosario
- Florencio Sánchez
- Cardona
- Santa Catalina
- José Enrique Rodó
- Palmitas
- Mercedes
- Fray Bentos

## Tracé
Il part d'un embranchement de la route 1, à 50 km de Colonia del Sacramento, et se dirige vers le nord jusqu'aux villes de Florencio Sánchez et Cardona, à la limite départementale avec Soriano. Là, la route change de direction vers le nord-ouest et, traversant le département de Soriano, elle atteint sa capitale, Mercedes. Il traverse le Río Negro et, après un trajet de 30 kilomètres, il atteint la ville de Fray Bentos, sur les rives du río Uruguay.
Huit kilomètres avant d'atteindre Fray Bentos, il y a une bifurcation qui mène au pont Libertador General San Martín, un passage vers l'Argentine sur le río Uruguay.

## Caractéristiques
État et type de construction de la route selon la section : 
| Section              | Type de réseau           | Type de construction | État     |
| -------------------- | ------------------------ | -------------------- | -------- |
| Route 1-Cardona      | Route nationale primaire | Surface asphaltée    | Très bon |
| Cardona-Mercedes     | Corridor international   | Surface asphaltée    | Très bon |
| Mercedes-Fray Bentos | Corridor international   | Surface asphaltée    | Très bon |